# Sistema de marcatge en els camps de concentració nazis

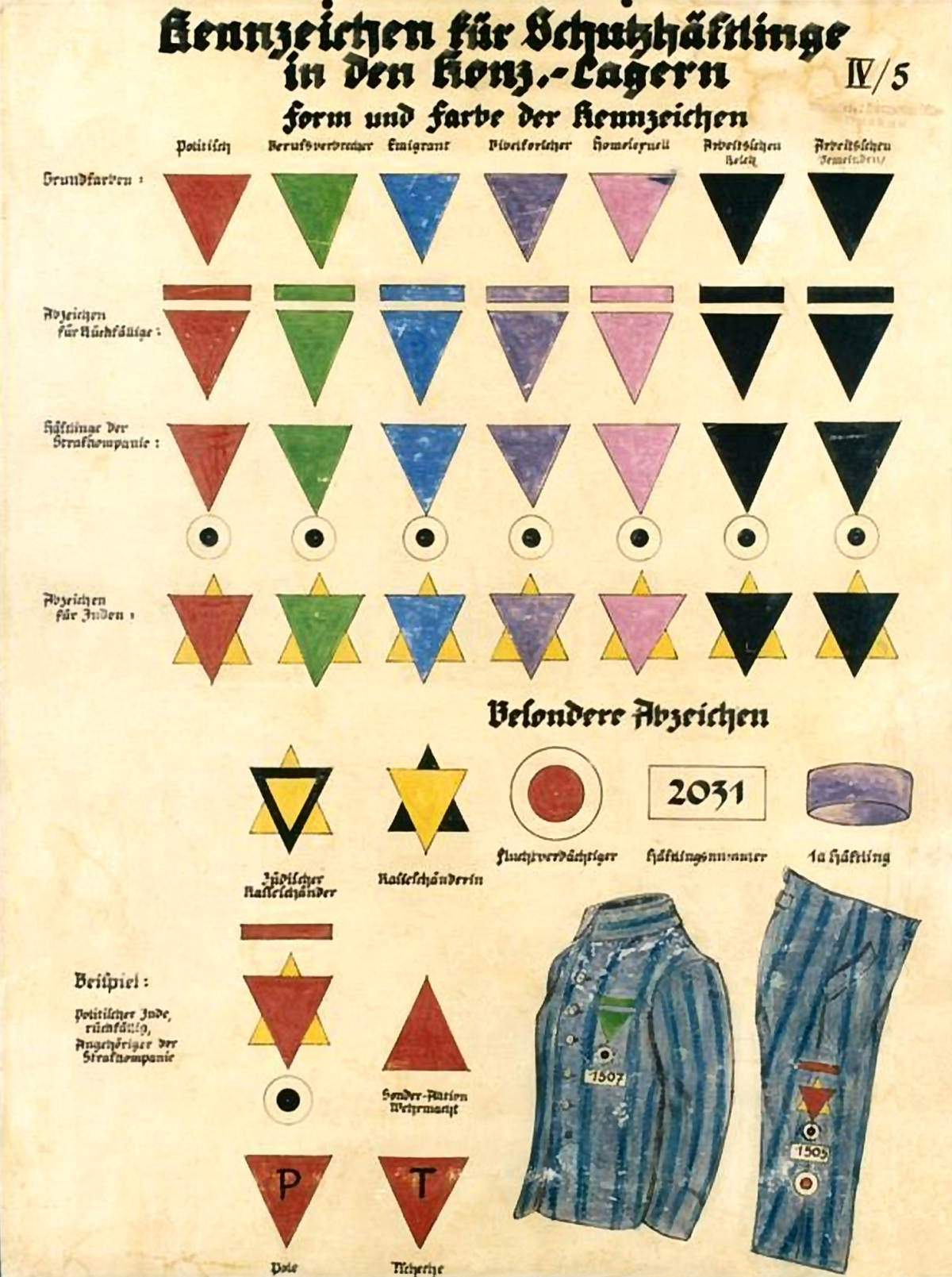
Codis de marcatge emprats pels nazis.

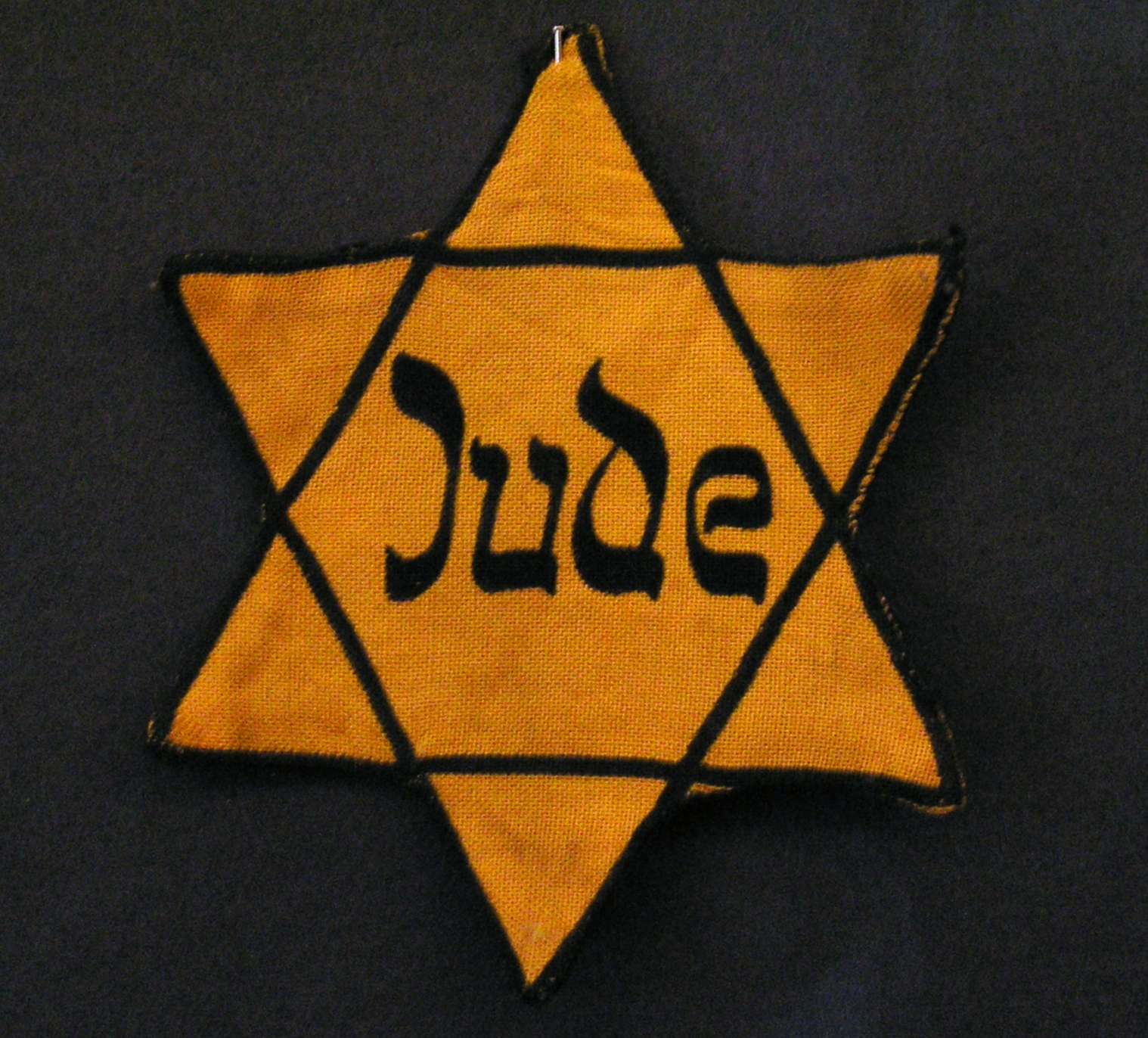
Insígnia groga.

El sistema de marcatge de presoners en els camps de concentració nazis es basava principalment en triangles invertits. Els triangles estaven fets de tela i es cosien sobre les jaquetes i camises dels presoners. Aquestes marques eren obligatòries i tenien significats concrets que servien per distingir les raons per les quals el presoner havia estat ingressat en el camp.

## Codificació

Ordre en el qual es posaven les diverses marques.

La forma va ser triada per analogia amb els senyals de tràfic alemanys indicant perills per als conductors.
La base del codi de marcatge eren els colors. Així, diferents colors denotaven diferents delictes o raons:
- Groc ▼ per a jueus.
- Roig  ▼ per a presoners polítics.
- Verd ▼ per a criminals comuns.
- Blau ▼ per a emigrants.[a]
- Porpra ▼ per a Testimonis de Jehovà, Estudiants de la Bíblia o Els Estudiants lliures de la Bíblia
- Rosa ▼ per a homes homosexuals.[2]
- Negre ▼ per a dones asocials, dones homosexuals, prostitutes, rodamons, xusma, sense sostre, inadaptats, retardats mentals, malalts mentals, alguns anarquistes, alcohòlics i addictes a drogues.[3][4]
- Marró ▼ posteriorment utilitzat per als gitanos.[5]

Aquests triangles se superposaven a un triangle groc ▲ per denotar els presoners que, a més d'altres delictes, eren jueus. En el cas dels jueus, això es traduïa en una estrella de David o de sis puntes groga . Això podia ocórrer fins i tot en el cas de presos que havien estat internats originalment per qualsevol altre motiu, ja que segons les lleis de Núremberg eren jueus tots aquells que tinguessin ascendència jueva.
A més del codi de colors, alguns grups havien de posar una lletra al centre del triangle per denotar el país d'origen:
- B per a belgues (Belgier)
- F per a francesos (Franzosen)
- I per a italians (Italiener)
- J per a iugoslaus (Jugoslawen)
- N per a noruecs (Norweger)
- P per a polonesos (Polen)
- S per a espanyols (Sicherheitsverwahrter —presoner en detenció preventiva— o Republikanische Spanier —republicà espanyol— A Dachau, els republicans espanyols tenien les lletres SP en el seu triangle vermell)
- T per a txecs (Tschechen)
- U per a hongaresos (Ungarn).

Altres marques eren:
- Número d'intern.
- Una barra sobre el triangle, del seu mateix color, indicava reincidència.
- Un cercle negre  sota el triangle indicava que el presoner pertanyia als batallons de càstig.
- Un símbol semblant a l'anterior però amb nucli vermell  s'emprava per als presoners dels quals se sospitava intent de fugida.
- Un triangle vermell ▲ indicava la pertinença a les forces armades.
- Un braçalet marró marcava als presoners especials.
- Les dones acusades de «relacions interracials» (Rassenschänderin o Judenhure) eren marcades amb un triangle invertit groc (▼) sobre un altre negre (▲).
- Els homes acusats de «relacions interracials» (Rassenschänder) eren marcats amb un vorell triangular invertit negre (∇) sobre un triangle groc (▲).

Hi havia moltes combinacions possibles. Un presoner tenia habitualment almenys dues marques, i podien arribar a més de sis.

## Jerarquies en els camps de concentració

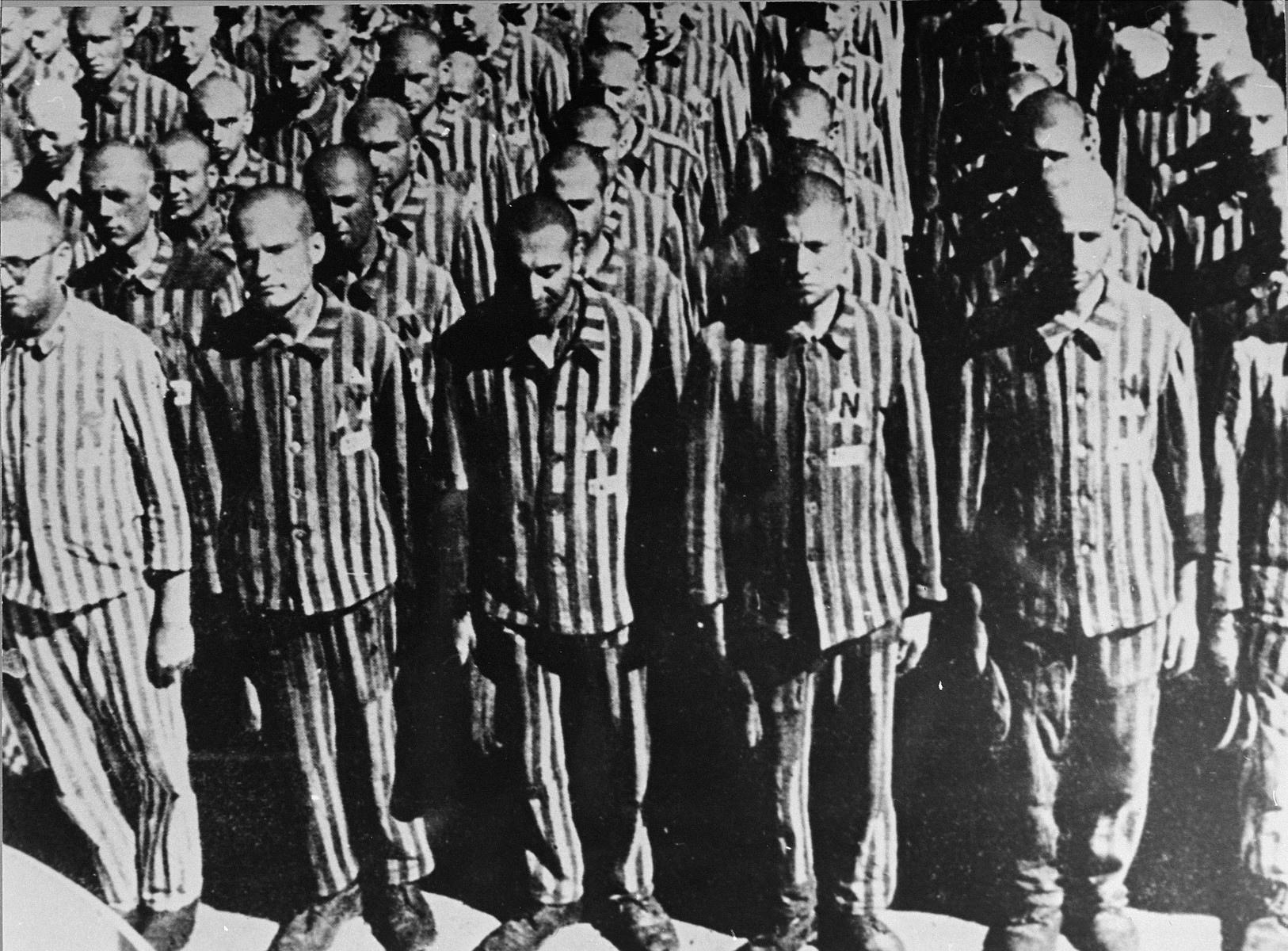
Jueus holandesos marcats amb l'estel groc i una «N» (Niederländer) en el camp de concentració de Buchenwald.

Les marques classificaven els portadors en una categoria, la qual cosa va portar a una autèntica jerarquia dins dels camps. Els diferents grups tenien una consideració molt diferent entre els vigilants i presoners.
- Violeta — presoners per religió: la direcció dels camps apreciava com a servents sobretot als Testimonis de Jehová per la seva bona conducta.[8]
- Vermell — presoners polítics: els presoners polítics eren especialment respectats pels altres interns.[9]
- Verd — criminals comuns: en tercer lloc es trobaven els criminals comuns, que eren emprats sovint pels vigilants com a «Kapos». Alguns es van fer tristament famosos.[9]
- Dos triangles grocs, és a dir, una estrella de David groga — jueus: els jueus pertanyien als presoners menyspreats i sovint agredits per altres reclusos.
- Negre — «asocials»: els asocials es trobaven encara un graó més baix i eren especialment menyspreats.
- Rosa — homosexual: aquest era el graó més baix de la jerarquia dels camps de concentració i era menyspreat i maltractat per tots els altres presoners.[10][11]

A través d'aquest sistema de castes es facilitava el control dels presoners pels vigilants, ja que fins i tot podien dificultar la vida en el camp canviant la marca del presoner. Especialment en les tres categories més baixes —jueus, «asocials» i homosexuals— hi ha casos documentats d'intents, per part dels presoners, d'aconseguir un altre triangle.
Aquesta jerarquia i categorització era utilitzada com a sistema de control per evitar la formació d'una gran comunitat entre els presoners.
Després de la II Guerra Mundial, el tracte de les dues últimes «castes», homosexuals i asocials, va ser moltes vegades igual de vexatori. La Landfahrerzentrale a Baviera va ser una continuació directa de la SS-Zigeunerzentrale (central de les SS per als gitanos), i va haver-hi homosexuals que van passar directament dels camps de concentració a la presó.